# Jack Pennick
Ronald Jack Pennick (n. 7 decembrie 1895, Portland, Oregon, SUA – d. 16 august 1964, Manhattan Beach⁠(d), California, SUA) a fost un actor de film american. A fost miner în tinerețe, soldat în United States Marine Corps și a apărut în peste 140 de filme în perioada 1926-1962. Pennick a fost cel mai important membru al grupului John Ford Stock Company, având numeroase roluri în lungmetrajele regizorului. 

## Biografie
Pennick s-a născut în Portland, Oregon, fiul minerului Albert R. și al lui Bessie (născută Murray) Pennick. S-a alăturat United States Marine Corps și a îndeplinit serviciul militar în China și pe parcursul Primului Război Mondial. În anii 1920, a fost dresor de cai⁠(d) pentru diferite producții de film, fiind în cele din urmă descoperit de regizorul John Ford. A început să lucreze atât ca actor, cât și în calitate de consilier militar. S-a reînrolat în Marina Statelor Unite în septembrie 1941 la vârsta de 45 de ani. A fost promovat la gradul de chief warrant officer⁠(d) în decembrie 1942 și a activat în unitatea fotografilor militari ai Office of Strategic Services⁠(d) sub comanda lui Ford. Pennick a primit medalia Steaua de Argint pentru operațiunile militare din Africa de Nord. A murit în Manhattan Beach, California,⁠(d) la vârsta de 68 de ani. A avut doi copii cu prima soție - Grechin - și un al treilea cu cea de-a doua sa soție - Nona Lorraine.

## Filmografie

### Filme
- The Blue Eagle (1926) - Ship's Crewman (nemenționat)
- What Price Glory? (1926) - Soldier (nemenționat)
- The Broncho Twister (1927) - Jinx Johnson
- Paid to Love (1927) - Body Guard (nemenționat)
- The Lone Eagle (1927) - Sven Linder
- Four Sons (1928) - The Iceman
- Why Sailors Go Wrong (1928) - First Mate (nemenționat)
- Hangman's House (1928) - Man Bringing Dermot to Hanging (nemenționat)
- Plastered in Paris (1928) - Bud Swenson
- Strong Boy (1929) - Baggage Man
- The Black Watch (1929) - 42nd Highlander (uncredited)
- Lucky Star (1929) - Army Driver (nemenționat)
- Salute (1929) - Football Player (nemenționat)
- The Virginian (1929) - Slim (nemenționat)
- The Mighty (1929) - Doughboy (nemenționat)
- Navy Blues (1929) - Kansas - Sailor (nemenționat)
- His First Command (1929) - Rookie (nemenționat)
- City Girl (1930) - Reaper (nemenționat)
- Paramount on Parade (1930) - Marine (The Montmartre Girl) (nemenționat)
- Born Reckless (1930) - Sergeant
- Way Out West (1930) - Pete
- Min and Bill (1930) - Merchant Seaman Checking in at Hotel (nemenționat)
- Caught (1931) - Cavalryman (nemenționat)
- Hell Divers (1931) - Mechanic Socked by Windy for Smoking (nemenționat)
- Possessed (1931) - 'Parole for Convicts' Heckler (nemenționat)
- Emma (1932) - Man at Railway Station Who Retrieves Emma's Corset (nemenționat)
- The Beast of the City (1932) - Policeman #2 on Telephone (nemenționat)
- Hell Fire Austin (1932) - Joe (nemenționat)
- Sky Bride (1932) - Tom, Pilot (nemenționat)
- Strangers of the Evening (1932) - Policeman (nemenționat)
- The Phantom Express (1932) - Bubba, Henchman
- Heritage of the Desert (1932) - Fred (nemenționat)
- Slightly Married (1932) - Sailor (nemenționat)
- Air Mail (1932) - Airport Postal Worker (nemenționat)
- If I Had a Million (1932) - Sailor with Violet (nemenționat)
- Renegades of the West (1932) - Dave
- Wild Horse Mesa (1932) - Cowhand (nemenționat)
- Sensation Hunters (1933) - Olaf Anderssen (nemenționat)
- Hello, Everybody! (1933) - Joe, a Farmhand (nemenționat)
- Mister Mugg (1933, scurtmetraj)
- Strange People (1933) - The Plumber
- Pilgrimage (1933) - A Minute for Each Cedar Soldier (nemenționat)
- Tugboat Annie (1933) - Pete
- Skyway (1933) - Spike
- I'm No Angel (1933) - Carny on spotlight (nemenționat)
- Ace of Aces (1933) - Pilot (nemenționat)
- The Prizefighter and the Lady (1933) - Bar Patron #6 (nemenționat)
- Son of a Sailor (1933) - Sailor (nemenționat)
- Jail Birds of Paradise (1934, Short) - Redface - Prisoner (nemenționat)
- Come On Marines! (1934) - Cpl. Spike (nemenționat)
- The World Moves On (1934) - French Orderly (nemenționat)
- The Notorious Sophie Lang (1934) - Bystander (nemenționat)
- Romance in Manhattan (1935) - Cab Driver on Strike (nemenționat)
- West Point of the Air (1935) - Randolph Air Field Mechanic (nemenționat)
- Goin' to Town (1935) - Cowboy (nemenționat)
- Public Hero No. 1 (1935) - Bus Driver (nemenționat)
- Don't Bet on Blondes (1935) - Gangster #1 (nemenționat)
- The Farmer Takes a Wife (1935) - Man Waiting in Freight Office (nemenționat)
- Steamboat Round the Bend (1935) - River Man with Pappy (nemenționat)
- Navy Wife (1935) - Sailor (nemenționat)
- Cappy Ricks Returns (1935) - Sailor (nemenționat)
- Waterfront Lady (1935) - Ship Gambler (nemenționat)
- Barbary Coast (1935) - Miner Chasing Chinese Man (nemenționat)
- Hitch Hike Lady (1935) - Mug (nemenționat)
- Rose Marie (1936) - Brawler (nemenționat)
- The Prisoner of Shark Island (1936) - Corporal (nemenționat)
- Drift Fence (1936) - Weary (nemenționat)
- The Music Goes 'Round (1936) - Aspiring Actor (nemenționat)
- Under Two Flags (1936) - Cpl. Vaux (nemenționat)
- The Road to Glory (1936) - Soldier (nemenționat)
- Private Number (1936) - Gus Rilovitch
- Come and Get It (1936) - Foreman (nemenționat)
- Banjo on My Knee (1936) - Skipper of Small Launch (nemenționat)
- The Plough and the Stars (1936) - (nemenționat)
- Great Guy (1936) - Truck Driver (nemenționat)
- Devil's Playground (1937) - Gob (nemenționat)
- 23 1/2 Hours' Leave (1937) - Sgt. Johnson (nemenționat)
- Wee Willie Winkie (1937) - Soldier (nemenționat)
- Double or Nothing (1937) - Taxi Driver (nemenționat)
- Big City (1937) - Ugly Comet Cab Driver (nemenționat)
- Live, Love and Learn (1937) - Jonesie - Marine (nemenționat)
- The Last Gangster (1937) - Convict in Mess Hall Riot (nemenționat)
- Navy Blue and Gold (1937) - Ship's Fireman (nemenționat)
- The Buccaneer (1938) - Bucktoothed Private (nemenționat)
- King of the Newsboys (1938) - Lefty
- Tip-Off Girls (1938) - Truck Driver (nemenționat)
- Battle of Broadway (1938) - Slim (nemenționat)
- Yellow Jack (1938) - Soldier Who Once Had Yellow Jack (nemenționat)
- Cocoanut Grove (1938) - Bus Driver (nemenționat)
- Alexander's Ragtime Band (1938) - Drill Sergeant (nemenționat)
- You and Me (1938) - Gangster
- Squadron of Honor (1938) - Elmer (nemenționat)
- Submarine Patrol (1938) - Bos'un 'Guns' McPeek
- Thanks for Everything (1938) - Medical Sergeant (nemenționat)
- Stagecoach (1939) - Bartender in Tonto (nemenționat)
- Tail Spin (1939) - Mechanic (nemenționat)
- Sergeant Madden (1939) - Prisoner (nemenționat)
- Union Pacific (1939) - Harmonicist (nemenționat)
- Young Mr. Lincoln (1939) - Big Buck Troop (nemenționat)
- Mountain Rhythm (1939) - Rocky
- The Star Maker (1939) - Prizefighter
- Drums Along the Mohawk (1939) - Amos Hartman
- The Grapes of Wrath (1940) - Camp Helper (nemenționat)
- The Westerner (1940) - Henry Willims (nemenționat)
- The Long Voyage Home (1940) - Johnny
- North West Mounted Police (1940) - Sergeant Field
- Charter Pilot (1940) - Workman (nemenționat)
- Tobacco Road (1941) - Deputy Sheriff (nemenționat)
- Men of Boys Town (1941) - Reform School Guard (nemenționat)
- Lady from Louisiana (1941) - Cuffy Brown
- Sergeant York (1941) - Corporal Cutting (nemenționat)
- Wild Geese Calling (1941) - Mug (nemenționat)
- How Green Was My Valley (1941) - Superintendent (nemenționat)
- They Were Expendable (1945) - "Doc"
- My Darling Clementine (1946) - Stagecoach Driver (nemenționat)
- Unconquered (1947) - Joe Lovat (nemenționat)
- The Fugitive (1947) - Man (nemenționat)
- Fort Apache (1948) - Sgt. Daniel Schattuck
- 3 Godfathers (1948) - Luke
- She Wore a Yellow Ribbon (1949) - Sergeant Major (nemenționat)
- Mighty Joe Young (1949) - Sam, Truck Driver
- The Fighting Kentuckian (1949) - Captain Dan Carol
- When Willie Comes Marching Home (1950) - Sgt. Briggs - Instructor (nemenționat)
- Rock Island Trail (1950) - Army Sergeant (nemenționat)
- Rio Grande (1950) - Sergeant (nemenționat)
- Tripoli (1950) - Busch
- Operation Pacific (1951) - Chief
- Fighting Coast Guard (1951) - Coast Guardsman
- The Sea Hornet (1951) - Salty
- What Price Glory (1952) - Ferguson (nemenționat)
- Stars and Stripes Forever (1952) - Right Guard in Opening Scene (nemenționat)
- The Sun Shines Bright (1953) - Beaker (nemenționat)
- The Beast from 20,000 Fathoms (1953) - Jacob Bowman
- 20,000 Leagues Under the Sea (1954) - Cannon Mate Carson (nemenționat)
- The Long Gray Line (1955) - Recruiting Sergeant (nemenționat)
- Mister Roberts (1955) - Marine Sergeant
- The Last Frontier (1955) - Sergeant (nemenționat)
- The Searchers (1956) - Sergeant at Fort
- The Wings of Eagles (1957) - Joe McGuffin (nemenționat)
- The Last Hurrah (1958) - Police Sgt. Rafferty (nemenționat)
- The Buccaneer (1958) - Yank Pirate
- The Horse Soldiers (1959) - Sgt. Major "Mitch" Mitchell (nemenționat)
- Sergeant Rutledge (1960) - Courtroom Sgt. (nemenționat)
- The Alamo (1960) - Sgt. Lightfoot (nemenționat)
- Two Rode Together (1961) - Sergeant (nemenționat)
- The Man Who Shot Liberty Valance (1962) - Jack-Bartender (nemenționat)
- How The West Was Won (1962) - Captain Dan Carrol (nemenționat)

### Televiziune
- Wagon Train - episodul - The Colter Craven Story - Drill Sgt. Tim Molley (nemenționat) (1960)
- Gunslinger - episoadele - The Buried People, Appointment in Cascabel, The Zone și The Diehards - Sgt. Duffy (1961)